# 市貝町立図書館
市貝町立図書館（いちかいちょうりつとしょかん）は、栃木県芳賀郡市貝町市塙にある公立図書館。「町民で創る図書館」を理念として掲げ、市貝町立歴史民俗資料館（いちかいちょうりつれきしみんぞくしりょうかん）を併設する。指定管理者制度を導入しており、大高商事・シダックス大新東ヒューマンサービス共同事業体が図書館の管理運営を行う。

## 歴史
1991年（平成3年）3月25日に組織としての町立図書館が創立し、同年11月23日に開館した。芳賀郡市においては、真岡市立図書館に次ぐ2番目に開館した図書館で、歴史民俗資料館を併設する図書館は栃木県内では珍しい存在であった。2010年（平成22年）度の蔵書冊数は78,955冊で、貸出冊数63,176冊、歴史民俗資料館の入館者数は7,271人であった。職員は、嘱託の館長と兼務の正規職員2人、臨時職員3人の計6人であった。
2012年（平成24年）4月に指定管理者制度を導入し、大新東ヒューマンサービス・藤井産業・大高商事共同事業体が指定管理者となった。指定管理者の下で、図書購入費や開館日数の拡大、職員の司書比率の増加といったサービス向上が図られた。この時、歴史民俗資料館の管理も同じ指定管理者に移行したが、「町独自の歴史・文化を町自ら発信していく」という方針のため、運営面では市貝町の直営を維持することとなった。
2014年（平成26年）8月31日に、開館以来の入館者数が100万人を突破した。これを記念して、図書館の歩みを記した年表のパネル展示を実施し、先着順で図書館缶バッジを配布した。2017年（平成29年）4月より、指定管理者は大高商事・シダックス大新東ヒューマンサービス・藤井産業共同事業体となった。2018年（平成30年）7月21日、地域おこし協力隊員の企画した「古民家としょかん」に協力し、「旅に出たくなる本」50冊を準備した。同年10月1日、台風24号が襲来し、漫画1,438冊と新着雑誌29冊が被害に遭った。被害図書は廃棄処分となり、代わりとなる漫画本の寄贈を呼びかけ、受け入れ処理が完了したものから順次貸し出しを始めた。
新型コロナウイルス感染症の流行を受け、2020年（令和2年）4月は予約による貸出と返却に限った運営を行い、その後、緊急事態宣言の発令に伴い休館に移行した。休館は5月31日までを予定していたが、5月23日に閲覧席の閉鎖等の措置を施し、開館を再開した。また、歴史民俗資料館では企画展「色とりどりのチョウ」を開始した。緊急事態宣言の再発令により、2021年（令和3年）1月16日から閉館時間を17時30分に短縮し、市貝町民のみ利用可とする措置をとった。同年2月9日より、閉館時間はそのままに、栃木県民のみ入館可能に緩和した。これらの措置の影響で、2019年（平成31年/令和元年）度は47,689人だった図書館利用者が2020年（令和2年）度は22,733人に減少した。
2022年（令和4年）4月からの指定管理者は、大高商事・シダックス大新東ヒューマンサービス共同事業体が選定された。

## 利用案内
図書館の管理運営と歴史民俗資料館の管理を指定管理者が行い、歴史民俗資料館の運営は市貝町が行う。
- 開館時間：9時30分から19時まで
  - 7月と8月は9時から開館。
- 休館日：月曜日（祝日の場合は翌日）、月末日、年末年始、特別整理期間
- 貸出制限：市貝町に居住・通勤・通学する者または芳賀郡市（真岡市、芳賀郡益子町・芳賀町・茂木町）に居住する者。
  - 2022年（令和4年）度の利用者アンケートによると、市貝町民が59%、益子町民が26%を占め、その他の市町からの利用は少ない[29]。
- 貸出可能点数：本・雑誌・紙芝居・コミック=10冊、DVD=2点、CD=2点、ビデオ=2点
- 貸出可能期間：2週間
- 返却場所：図書館カウンター（休館中はブックポスト）
- 予約、リクエスト、レファレンスサービス、複写、視聴覚資料の管内視聴が利用可能。

### 施設
館舎は1990年（平成2年）の完成で、鉄筋コンクリート構造2階建て、延床面積は1,417.47 m2である。施設の老朽化が進行しており、大規模修繕に合わせて施設のバリアフリー化が検討されている。
館内
| 階  | 施設           | 面積（m2） | 主な部屋                                           |
| 2階 | 図書館         | 557.87     | 閲覧室、企画研修室、機械室                         |
| 1階 | 図書館         | 591.01     | 児童閲覧コーナー、お話しコーナー、閉架書庫、事務室 |
| 1階 | 歴史民俗資料館 | 272.56     | 展示室、特別収蔵庫、収蔵庫、作業室、燻蒸室・前室   |

企画研修室では、会議や各種教室・講座が開かれる。

### 歴史民俗資料館
歴史上の遺物や文書、衣食住にかかわる生活道具などを展示する施設で、年5回、企画展を開催している。企画展の内容はコレクション展・手仕事展・年中行事展で、ほかに講座や教室を年に数回開講する。
2022年（令和4年）には、「いちかいの埋蔵文化財」と題した企画展を開催した。この企画展では、1957年（昭和32年）の発掘調査以来、65年ぶりに市貝町へ戻ってきた市塙横塚古墳の大刀形埴輪や、島根県立古代出雲歴史博物館から2021年（令和3年）5月に寄贈された同古墳出土の槍形埴輪2点が目玉展示となった。

### 交通
最寄りのバス停はJRバス関東が「市貝温泉入口」、那須烏山市営バスが「市貝温泉」で、どちらからも徒歩5分である。自家用車利用の場合、北関東自動車道の真岡IC・宇都宮上三川ICのいずれからも35分程度かかる。駐車場は40台分ある。